# Muzeum Tatranského národního parku
Muzeum Tatranského národního parku (slovensky Múzeum Tatranského národného parku) je muzeum v Tatranské Lomnici.
Kulturně-vzdělávacím stánkem je muzeum od roku 1969. Podnětem k jeho vzniku byla kandidatura Tater na MS 1970 v klasickém lyžování. Informuje návštěvníky o fauně a flóře Vysokých Tater, o jejich geologii a geomorfologii. V minulosti však bylo i sídlem Výzkumné stanice TANAP-u a Správy TANAP-u.
Autorem stavby je slovenský architekt z Humenného Pavol Merjavý, pro kterého je toto dílo jedním z nejvýznamnějších. V roce 1971 za něj získal Cenu Dušana Jurkoviče. Muzeum se řadí ke stavbám „slovenské abstrahující moderny“.
Budova muzea se nachází v blízkosti autobusového nádraží, kde v době svého vzniku tvořila prostorovou dominantu, a na pozadí tatranských štítů dokonale koresponduje s prostředím (v současnosti toto její postavení degraduje blízký hotel). Hmota budovy působí v celku monumentálním dojmem, i když nelze mluvit o velké stavbě. Lze zde pozorovat autorův příklon ke geometrickému schématu. Prvkem, kterým okamžitě upoutá pozornost, je tvarově jednoduchá, sedlovou střechou zastřešená, trojúhelníková hmota elegantně kombinovaná s horizontální hmotou zapuštěnou do přední štítové stěny ze žulových valounů, které ji strukturují. Objekt tak získává osobitý charakter. Nachází se na ní i plastika akad. sochaře Juraje Bartusze. Expoziční část muzea je umístěna právě v této hmotě a je velkoryse koncipovaná, což umožňuje netradiční instalování expozic a zachovává si kamenný obklad i v interiéru, kde je zajímavě použita v kombinaci s horizontálním dřevěným laťováním. V horizontální části se nachází přednáškový sál muzea se zajímavým podhledem z větví a dřevěných latí. Posledním hmotovým prvkem je administrativní část. Geometrické schéma se objevuje i na dlažbě před samotným objektem, kde je vytvořena kompozice z trojúhelníků různé barevnosti. V architektuře jsou zakomponovány i další výtvarná díla akad. sochaře Arpáda Račka a akad. malíře Jozefa Kornúcika.
Stavba má kombinovaný nosný systém se železobetonovými sloupy a přírodním kamenným výplňovým zdivem, přičemž v expoziční hale muzea jsou použity železobetonové nosníky. Zastřešená je pultovými střechami s falcovanou plechovou krytinou. Vstupní část je zasklená s akcentovaným kubickým vstupem, který je obložen travertinovými deskami.
Budova je třípodlažní s jedním podzemním podlažím, výstavní hala je otevřený prostor na výšku tří podlaží. Dispoziční uspořádání je velmi přehledné a jednoduché. Ze vstupních prostor se dostáváme do foyeru s recepcí. Na foyer je napojena expoziční hala muzea, kde je schodiště vedoucí na galerii s dalšími exponáty. Administrativní prostory s kancelářemi a přednáškovým sálem pro 120 osob jsou taktéž přístupné z foyer. Schodištěm je přístupné podzemní podlaží s depozitem, sklady a kotelnou a druhé nadzemní podlaží kanceláří.

## Galerie

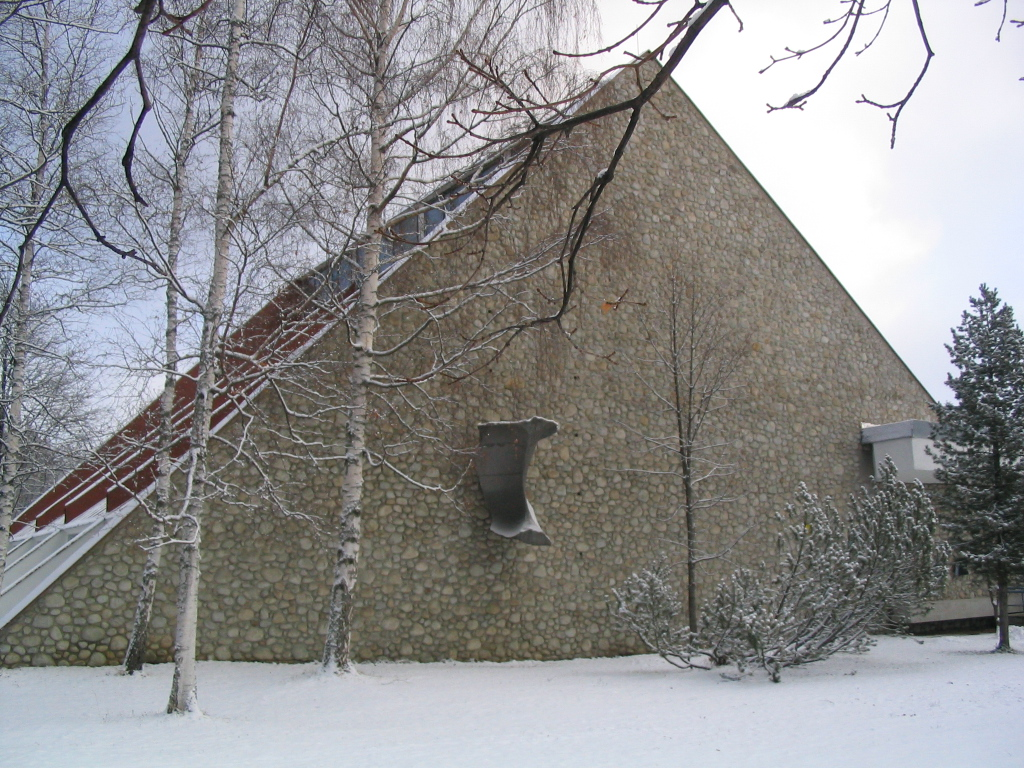
Plastika na štítové zdi
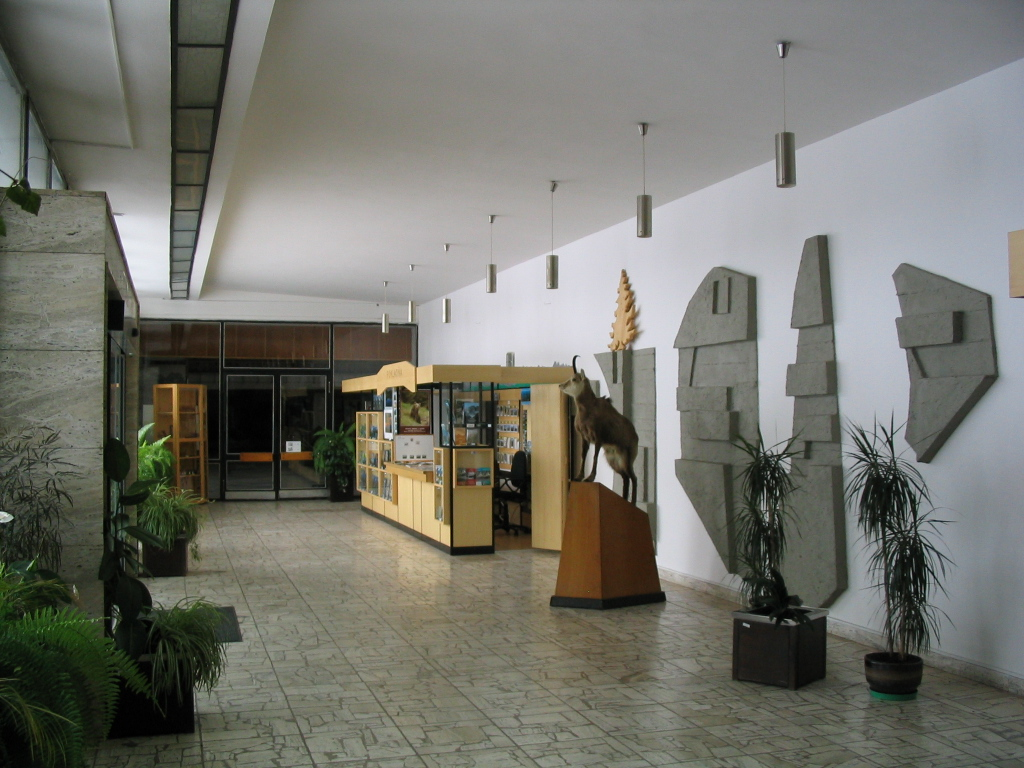
Foyer muzea
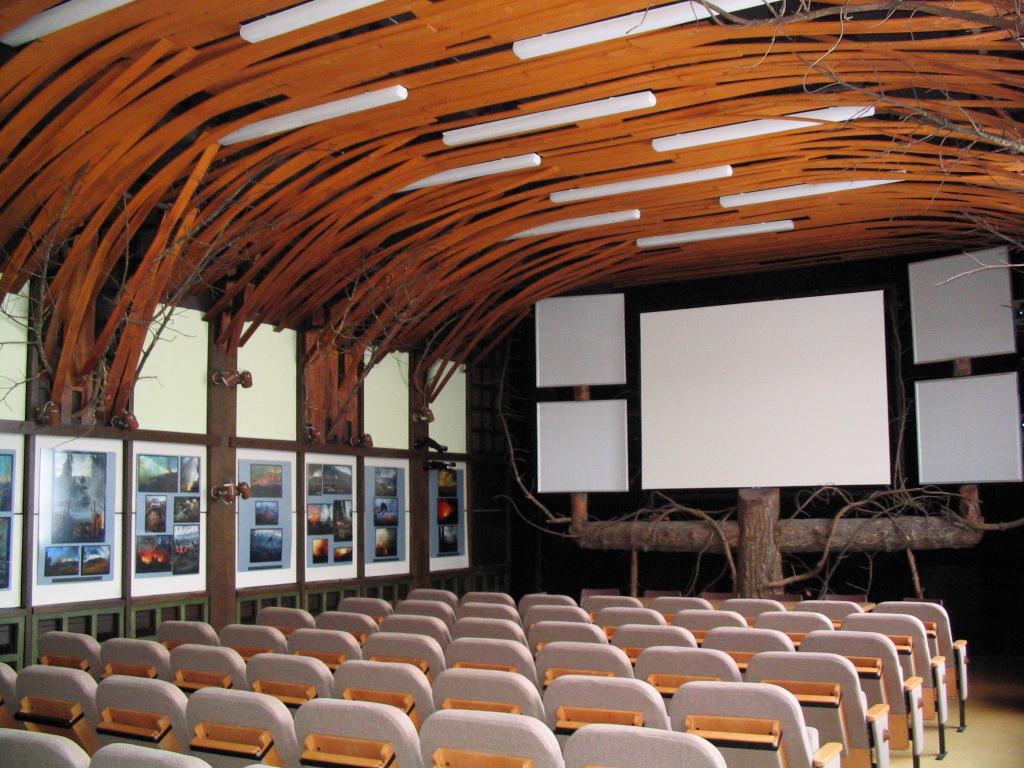
Přednáškový sál
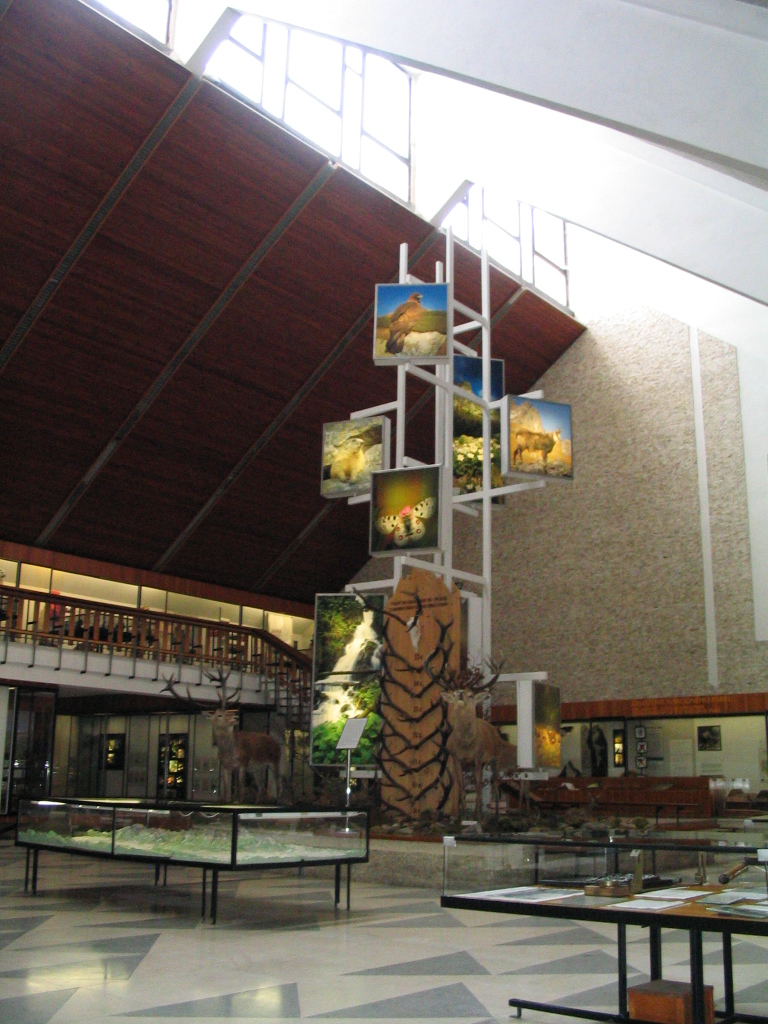
Expoziční hala